# Dementia (film din 1955)
Dementia este un film de groază american din 1955, regizat de John Parker. Rolurile principale sunt interpretate de actorii Adrienne Barrett și Bruno VeSota.

## Distribuție
- Adrienne Barrett
- Bruno VeSota
- Ben Roseman
- Ed McMahon
- Shorty Rogers
- Angelo Rossitto
- Shelley Berman
- Ed Hinkle
- Jebbie Vesota
- Lucillo Rowland
- Gayne Sullivan

## Legături externe
- Dementia la Internet Movie Database
- Dementia la TCM Movie Database
- Dementia este disponibil pentru descărcare gratuită la Internet Archive [mai mult]
- Dementia la Allmovie
- Dementia at Rotten Tomatoes